# Kéköldi
El Territori Indígena de Kéköldi és una de les comunitats indígenes costariquenyes i una de les quatre del poble bribri. Es va crear en 1977 i té uns 210 habitants. Està situada al cantó de Talamanca, província de Limón. Es localitza en el corredor biològic Talamanca-Carib que abasta unes 36.000 hectàrees (60 km²). És dirigit per l'Associació Keköldi Wak ca Köneke (Cuidadors de la Terra de Kéköldi) i està oberta al turisme. La majoria de la població parla bribri i castellà alhora. La reserva té una àrea de recerca científica i observació d'aus per als turistes.